# NGC 2686A
NGC 2686A في الفهرس العام الجديد، هي مجرة، تقع في كوكبة الدب الأكبر. اكتشفت في 11 مارس 1858 بواسطة ويليام بارسونز.

## روابط خارجية
- NGC 2686A على موقع ويكي سكاي: DSS2, SDSS, GALEX, IRAS, Hydrogen α, X-Ray, Astrophoto, Sky Map, Articles and images